# 和了
和了（ホーラ、あがり）とは、麻雀において、手牌を一定の形に揃えて公開すること。他のゲームにおける「あがり」に相当する。動詞化して「和了る」「和がる」「和る」のように表記されることもある。
最も典型的な得点方法であり、基本的には、各プレイヤーは自身の和了を目指すとともに、他のプレイヤーの和了を阻止するよう摸打する。
和了によりその局は終了し、次の局に移る。

## 和了の条件
日本式の一般的なルールでは、次の3つの条件を満たす場合にのみ和了が認められる。
1. 手牌の構成が所定のパターン（和了形）に該当する
2. 何らかの役が成立している（一飜縛り）
3. 自摸和であるか、振聴（フリテン）でない

ただし、和了はプレイヤー自身の宣言で初めて成立する。条件を満たしていても、和了を宣言しなくてもよい。状況によっては敢えて和了牌を捨て、プレーを続行する戦術もとれる。

## 和了形
和了形には次の3種類がある。
一般的な和了形
雀頭と4組の面子が含まれる形。4面子1雀頭と呼ばれる最も典型的な和了形である。
   （メンツ手の和了形。和了役はタンヤオ）
七対子の和了形
7組の対子が含まれる形。なお、同種の牌4枚は2組の対子として扱わないのが一般的である。詳細は七対子を参照。
   （七対子の和了形）
国士無双の和了形
13種類の異なる孤立牌各1枚ずつと、さらにそのいずれかの牌1枚が重複して雀頭となる形。通常のルールでは国士無双だけが該当するため、ここで言う13種類の孤立牌とは么九牌と言い換えることができる。ただしローカル役である十三不塔もその歴史的経緯から国士無双の流れを汲む和了形と解釈できるため、これを含めるならその限りではない。詳細は各項目を参照。
   （国士無双の和了形）
また、上記に含まれない特殊な和了として流し満貫がある。なお副露や暗槓は面子を確定させる行為であるため、これらをしている状況では七対子や国士無双を狙うことはできない。

## 和了の方法
和了の直前の段階において、手牌は必ず和了形より1枚少ない状態になっている（天和の場合は例外）。この状態を聴牌（テンパイ）と言う。聴牌の状態から和了形を完成させるために必要な牌を和了牌と言う。なお、和了牌は1種類であるとは限らない（詳細は聴牌を参照）。
和了するためには、テンパイの状態から、何らかの方法により和了牌を取得する必要がある。
和了の方法には、主に次の2種類がある。
自摸和（ツモあがり）
和了牌を自摸（ツモ）し、和了を宣言すること。発声は「ツモ」。詳細は後述。
栄和（ロンあがり）
他のプレイヤーが和了牌を打牌したとき、これに対して和了を宣言すること。発声は「ロン」。詳細は後述。
稀に次のような方法で和了することもある。
嶺上開花（リンシャンカイホウ）
槓を行った後に嶺上牌を取得して和了すること。発声は「ツモ」。ツモ和了として扱われることが多い。詳細は嶺上開花を参照。
搶槓（チャンカン）
他のプレイヤーが和了牌を加槓しようとするとき、これを妨げて和了すること。発声は「ロン」。ロン和了の一種として扱われる。詳細は搶槓を参照。
天和（テンホー）
配牌の段階で和了形が完成している状態。親の場合しか起こらない。厳密には鳴きが一切ない親の第1ツモ牌（天牌）でツモ和了する役なので、ツモ和了の一種と見ることもできる。発声は「ツモ」であるとされることが多い。詳細は天和を参照。
流し満貫
流局時に自分の捨て牌がすべて么九牌だった場合。和了扱いか流局扱いかは取り決めによるが、流し満貫そのものを採用しないルールもある。点数の支払い上はツモ和了相当として扱われるが、成立した場合でも「ツモ」「ロン」のような発声はない。詳細は流し満貫を参照。

## 自摸和
自摸により和了牌を取得して和了することを自摸和（ツモホー）、摸和（モーホー）という。一般的には「ツモ和了」「ツモあがり」または単に「ツモ」と呼ばれる。広義では嶺上開花や天和も含まれるとされる。
具体的な手順は次のとおり。
1. 和了牌を自摸した直後に「ツモ」と明瞭に発声し、和了牌を表向きに開示する。
2. 残る聴牌形の手牌を公開する。
3. リーチをかけている場合、ドラ指標牌とともに裏ドラ指標牌を公開する。
4. 得点を申告し、他のプレイヤー3人から支払いを受ける。

なお、手牌を公開する際、和了牌を他の手牌の中に混ぜてはいけない。仮に和了牌を混ぜてしまい、手牌の中のどの牌が和了牌だったのか分からなくなってしまった場合、和了形が平和の形になっていても、平和の計上は認められない。また、符計算においても、嵌張・辺張・単騎待ちによる2符の計上を認められない。これらイレギュラーな和了り方をした場合、高点法を逆に適用する形で、得点が最も低くなるように点数計算されることになる。無論、手順が自動化されているネット麻雀ではこのようなことは起こらない。

## 栄和
自分の和了牌が他のプレイヤーによって打牌された時（河に捨てられた時）、これに対して和了を宣言することができる。このような方法による和了を栄和（ロンホー）と言う。一般的には「ロン和了」「ロンあがり」または単に「ロン」と呼ばれる。俗に「出上がり」「直撃」「直取り」とも。広義では搶槓も含まれる。
具体的な手順は次のとおり。
1. 自分の和了牌が他のプレイヤーによって打牌された時、その次のプレイヤーがツモ山に触れるまでに「ロン」と明瞭に発声する。
2. 手牌を公開する。このとき、和了牌は捨てられた場所（河）に置いたままとする。
3. 得点を申告し、和了牌を打牌（放銃）したプレイヤーから支払いを受ける。

ロンの発声猶予は次のプレイヤーがツモ山に触れるまでであるが、これはポンの発声猶予と同じである。稀に、ある打牌に対してポンとロンが同時に宣言されることがあるが、その場合基本的にはポンではなくロンが優先される。ただし、ロンの発声が明らかに遅かった場合、見逃しの意図を翻意してロンを宣言したと見なされて、ロン和了を認められない場合がある。そのようなロンの宣言は「遅ロン」（ちろん）と呼ばれ、ルール違反ではないもののマナー違反と見なされる。なお、一部のプロ団体では、遅ロンを明確なルール違反として禁止している。
歴史的には、麻雀の本来の和了の発声は和（フー）・和了（フーリャオ）・麻雀（マーチャン）といい、古くは自摸和の場合はこれらの他に自摸（ツモ）と発声されることもあった。現在でも世界的には中国麻雀その他多くのルールで和／胡（フー）といっている。そこで日本では、自摸和の場合は他家全員から点数をもらうのに対し、栄和時には放銃者のみから点数をもらう独自のルールから、発声で区別するようになり、自摸和には「自摸」を採用したが、栄和については、「麻雀」ではゲームの名前のようで、「和」や「和了」では、日本人には迫力に欠けるというので、日本麻雀草創期の大指導者、林茂光（りんもこう）氏が、中国に「ロン」という発声があることを知ったが、この時点ではそれに当たる漢字を知らなかったので、仮に「さかえる」という意味の「栄（拼音:  róng）」という字を当てて紹介したのが広まって定着した。ちなみに「ロン」の本来の用字は「栄」ではなく、「揃える」「整える」といった意味の「攏（拼音:  lǒng）」であったとされる。また雀魂の中国語版では、発声は基本的には「ツモ」「ロン」（キャラにより変わることもある）だが、画面上の漢字表記は自摸和は「自摸」、栄和は「和」と表記されている。

## 頭ハネ・ダブロン・三家和
ロン和了は、1つの打牌に対し複数のプレイヤーが同時に宣言できる場合があり、この場合の和了の扱いはルールによって差異がある。

### 頭跳ね
1つの打牌に複数のプレイヤーが同時にロン和了を宣言した場合、打牌したプレイヤーから反時計まわりで最も近いプレイヤー（ツモ番が最も早いプレイヤー）のみが和了できるルールである。これを「頭跳ね」（あたまはね）または「上家取り」（かみちゃどり）と言う。河に捨てられた牌は1つしかないため、取得できるプレイヤーも1人のみという理由に基づく。
例えば右図の例では、東家の捨てたに対し南家と西家がロンを宣言している。ダブロンを認めないルールの場合、西家は和了を認められず、南家のみが和了できる。

### 二家和
あるプレイヤーの打牌に対し、2名のプレイヤーが同時にロンを宣言することを「二家和」（リャンチャホー）または「ダブロン」と言う（ダブロンの語源はダブル・ロンから）。頭跳ねのルールを採用していない場合、両者とも和了を認められる。
右図では、を振り込んだ東家は南家に対し1000点（平和のみ）を、西家に対し12000点（タンピン三色ドラドラで跳満）を支払う。なお、保留リーチ棒があった場合は、上家取りの原則に従い上家に位置する者がすべての保留リーチ棒を取得する。右図の例では北家がリーチ棒を出しているが、これは南家の点箱の中に入ることになる。このルールの場合、たとえば仮に和了者である西家が立直していた場合に、そのリーチ棒が優先的に西家に戻るのか否かを決めておく必要がある。これが南家に取られてしまうのであれば、仮に立直者の和了点が2000点未満だった場合に、和了すれば最低でも1000点（立直の場合は実質1300点以上）は伸ばせるという常識に反して実質的な収支が1000点未満になる可能性が生じる。三家和で全員の和了を認める場合も同様。同時和了を認めない場合はそのような問題は発生しない。立直#立直棒の取り扱いも参照。

#### 積み棒の処理
平場（0本場）ではなく積み棒があった場合、
1. 南家と西家の両方に積み符を加算する
2. 南家の和了にのみ積み符を加算し、西家の和了には加算しない（上家取りの原則）

の2通りのルールがある。どちらを採るかは取り決め次第である。

#### 連荘するか否か
和了者2人のどちらかが親だった場合に連荘するか親流れとなるかについても取り決めが分かれる。
1. 親が和了したので連荘とする
2. 親のほうが上家に位置していた場合は連荘とし、親のほうが下家に位置していた場合（= 親と放銃者のあいだにもう一人の和了者がいる場合）は親流れとする
3. 子が和了したので輪荘（親流れ）とする

これもまたどれを採用するかは決め次第である。フリー雀荘では細目ルールを簡略化する傾向があり、定義のより単純な1.を採用しているケースが多くみられる。大手のネット麻雀サイトでは、ハンゲームの「麻雀4」、「セガNET麻雀 MJ」が2.を採用している一方、「天鳳」、「麻雀格闘倶楽部」では1.のほうを採用している。 

### 三家和
あるプレイヤーの打牌に対し、3名のプレイヤーが同時にロンを宣言することを「三家和」（サンチャホー）または「トリプルロン」「トリロン」と言う。三家和はまれにしか発生しないが、発生した場合の取り決めには以下のように差がある。
1. 頭跳ねのルールに則り、放銃者の下家の和了のみを認める
2. 全員の和了を認めず、その局は点棒のやり取りナシの流局とする（三家和による流局）
3. 全員の和了を認める

右図は、西家の打ったに対し3人がロンを宣言した図である。五索のノーチャンスを頼りに切り出した最も安全そうな牌だったが、3軒リーチの3人から同時にロンの声が掛かった。
1.の頭跳ねのルールでは、放銃者から最も近い位置にいる北家のみが和了を認められ、東家と南家は和了を認められない。西家の支出は北家への8000点だけで済む。
2.の「三家和は流局」のルールでは、いずれの3人も和了を認められず、点棒のやり取りを一切伴わない流局となる。連荘とするか親流れとするかは取り決め次第であるが、連荘とする場合は次局は東1局1本場、親流れとする場合は次局は東2局1本場となる。
3.のトリプルロンありのルールでは、西家は北家に8000点、東家に12000点、南家に8000点を支払う。トビありのルールならば計28000点の放銃で西家は飛び、東1局で半荘終了となる。3本出ていたリーチ棒は、放銃者の西家から最も近い位置にいる北家が回収する。西家が飛ばなかった場合に連荘とするか親流れとするかはダブロンにおける取り決めに準ずる。
1.から3.のいずれを採用するかは取り決め次第だが、ダブロンなしとするルールの場合は同時にトリプルロンもなしとすることが多い。その場合、上家取りの和了（右図では北家の和了）を認めるルールと、三家和による流局とするルールに分かれる。ダブロンありとするルールの場合も同様で、ダブロンありならトリプルロンもありだとするルールと、ダブロンはありでも三家和は流局であるとするルールに分かれる。

## 和了に関連する用語

### 放銃
自分の打牌により他のプレイヤーがロン和了することを放銃（ほうじゅう、ホーチャン）と言う。放銃と振り込みは同義で、放銃することを「振り込む」「振る」「打つ」「打ち込む」などと言う。牌譜では、ロン牌の下に「ウチ」と表記して放銃を示す。放銃した場合、ロン和了した者に和了点を1人で全額支払うことになる。
なお、何らかの理由（親を流すなど）で意図的に放銃するような場合を、特に差し込みと言うことがある。

### 安あがり
点数の低い和了で局を終らせることを安あがりと言う。
主として、対戦相手のチャンスを潰すなど、守備的な戦術として用いられる。また、親が連荘を果たすためや、南家が親になるために行われる場合も多い。
子の30符1飜のツモ上がりが親500点/子300点 (ゴミ) の支払いになることから、安い手のことを総じて「ゴミ手」と言うこともある。また、役がひとつしか付いていない和了のことを「ノミ手」と言うこともある (リーチのみの手やタンヤオのみの手を、それぞれ「リーのみ」「タンのみ」と言うなど)。なお、ドラを含んでいる和了はノミ手・ゴミ手とは言わない。

### アガラス
最終局において、4位のプレイヤーが自らの4位を確定させる和了をすることをラス確, アガラスと言う。あがってラス（4位）を確定することから、このように略される。
上の順位を目指す事を放棄した行為であると捉えられることがあるが、通算スコア等を気にする必要がある状況の場合、「高い手を狙ったまま和了出来ずダンラスのまま終わってスコアを著しく下げるよりは、4位は免れないものとして少しでも和了してスコアを取り戻しておこう」と考える事もあり得るため、一概に全く無意味な行為であるとは言えない。
同様に、3位のプレイヤーが自らの3位を確定させる和了をすることをアガサンと言う。これにも同義語として三確という言葉がある。ラス確と同様積極的なあがりではないとして三確の和了を忌避する人もいる。ただし、先述のスコアの兼ね合いの場合の他、2位以上と大きく差がついている一方で4位の者と接戦である場合は、最下位でないことを確定させる和了として一定の意味を持つ。特に天鳳では4位の場合のみ段位ポイントが減る仕組みになっているため、積極的に三確の和了が行われている。